# ボルチモア
ボルチモア、ボルティモア（英語: Baltimore）は、アメリカ合衆国のメリーランド州にある同州最大の都市。どの郡にも属さない独立都市である。古くから天然の良港として知られ、1729年に南部産タバコの輸出港として開かれて発展した。首都であるワシントンD.C.の外港としての機能を有する大西洋で極めて重要な港湾都市であり、2020年にイギリスが発表した「グローバリゼーションと世界都市研究ネットワーク」(GaWC)ではガンマ＋の都市に評価されるなど、東海岸の世界都市に数えられる。

## 名称

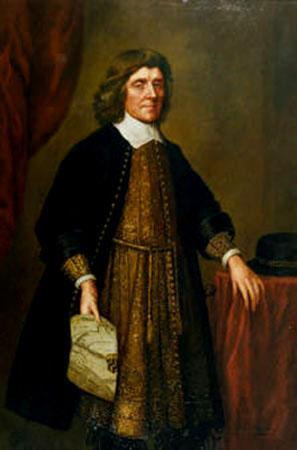
シラス・カルバート

ボルチモアの名前はメリーランド植民地の建設の立役者であるアイルランド貴族院議員の第2代ボルティモア男爵のシラス・カルバートに由来する。爵位の名「ボルティモア」はアイルランドの南部にあるコーク県ボルティモアに由来し、これはアイルランド語で「大きな家の町」を意味する「バイレ・アン・ティー・モーイル（Baile an Tí Mhóir）」が英語風に変わったものである。

## 歴史
アメリカで最も古い都市の1つであり、1729年に誕生した。南北戦争の舞台にもなり、国歌や星条旗もこの地で生まれた。1830年に全米で初めてボルチモア・オハイオ鉄道（B&O）が開通した。魚種の豊富な優れた漁港として知られたが、ペンシルベニア炭田の開発により工業が発展し、後に造船・鉄鋼などで財政が潤い、また貿易港として発展し、ピーク時には人口100万人に迫る勢いを見せた。1904年2月7日10時23分頃、市街地で火災が発生し、36時間にわたって延焼、1,500棟以上の家屋が焼失した。
1910年、ボルチモアは市レベルで居住区に関する人種隔離法を可決。連邦裁判所は1917年に法律を無効化したが、その後もボルチモア市では、数十年間にわたり黒人による不動産の所有や賃貸を禁じる制限が課せられ、白人居住区と黒人居住区が分離する契機となった。

## 治安
1960年代から施設の老朽化と主産業の構造不況によって中心地から人口が流出し、スラム街が広がり、治安の悪化が進んだ。そこで市は30年にもわたる再開発計画を実施、これはウォーターフロント開発の先駆ともいわれている。とりわけインナーハーバーの一新を図り、工業、貿易とともに多数のレジャー施設を建設した。インナーハーバーには大型ショッピングセンターや全米屈指の国立ボルチモア水族館、海洋博物館などがあり、活況を呈している。一方、肝心の中心地の空洞化は依然として深刻で、治安改善はさほど進んでいない。
2015年には合計344件の殺人事件が記録されており、この数字は最も多かった1993年の記録に次ぐ数字となっている他、2016年から2022年までの6年の間にはそれぞれ318件、342件、309件、348件、335件、338件、335件の殺人事件が発生した。
2019年7月にドナルド・トランプ大統領は、「（ボルチモアは）全米一危険で、どんな人間も住みたがらない」と批判した。これは、トランプ批判の急先鋒でありボルチモアを地盤とするイライジャ・カミングス下院議員を罵倒する中の発言であったが、市の黒人の人口比率が50パーセントを超え、犯罪率も全米3位の高さを見せていた背景もあり、人種差別であるとして物議を醸すこととなった。
2023年2月6日まで、男女2人が共謀罪で訴追された。容疑は変電所を襲撃して送電線網を麻痺させ、ボルチモア市を「完全破壊」する計画を企てていたというもの。男はネオナチ団体のリーダーだったと見られている。
2023年7月2日、地域住民らが野外パーティーを開いていたところに何者かが銃撃を加え、2人が死亡、28人が負傷した。

## 地理
ボルチモアはアメリカ東海岸のチェサピーク湾から遠くないパタプスコ川沿いに位置し、メリーランド州の北部中央部の一部である。
アメリカ合衆国統計局によると、この都市は総面積238.5km2（92.1mi2）である。このうち209.3km2（80.8mi2）が陸地で29.2km2（11.3mi2）が水域である。総面積の12.240%が水域となっている。

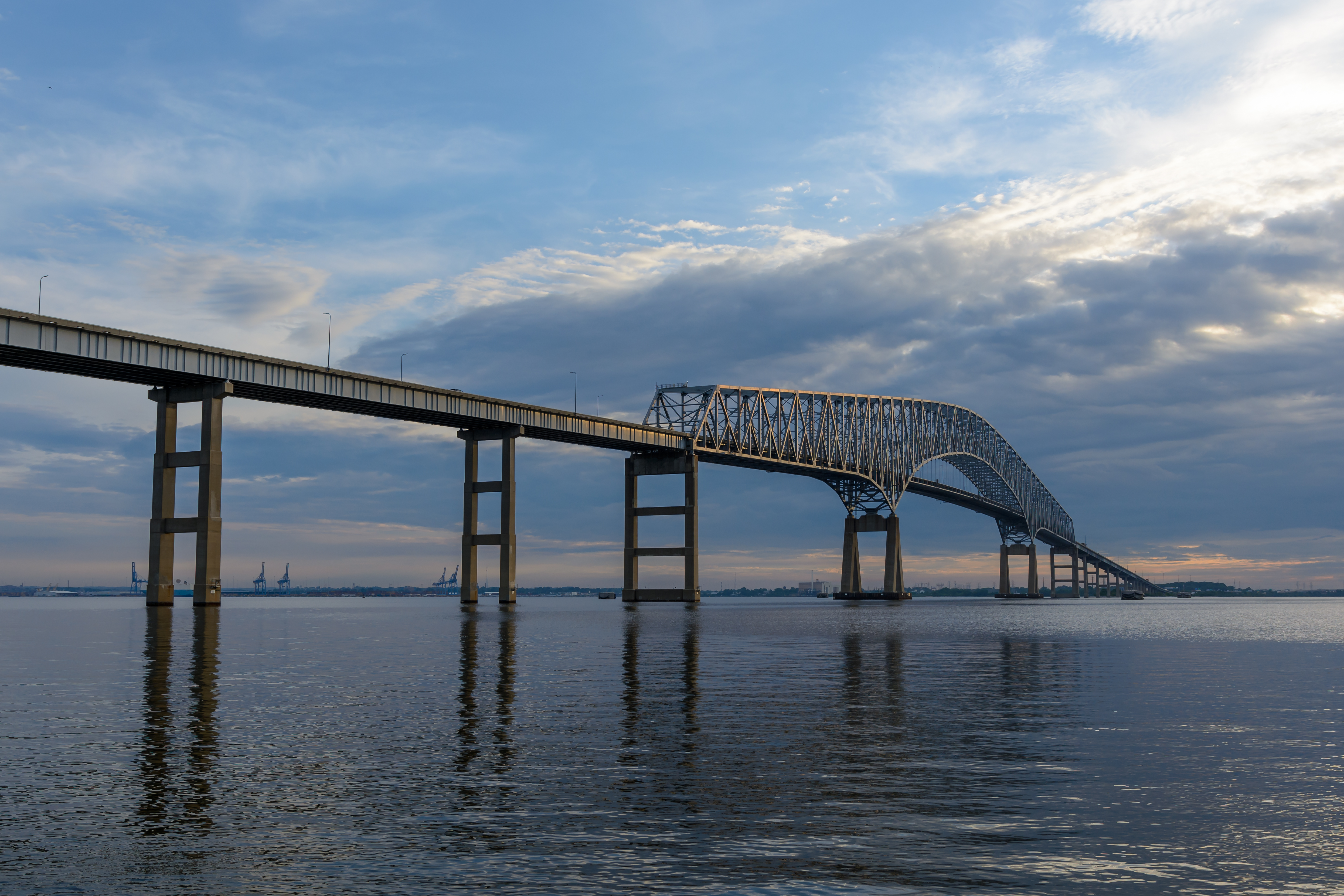
ボルチモア港に架かっていたフランシス・スコット・キー橋。2024年3月26日に崩落した。
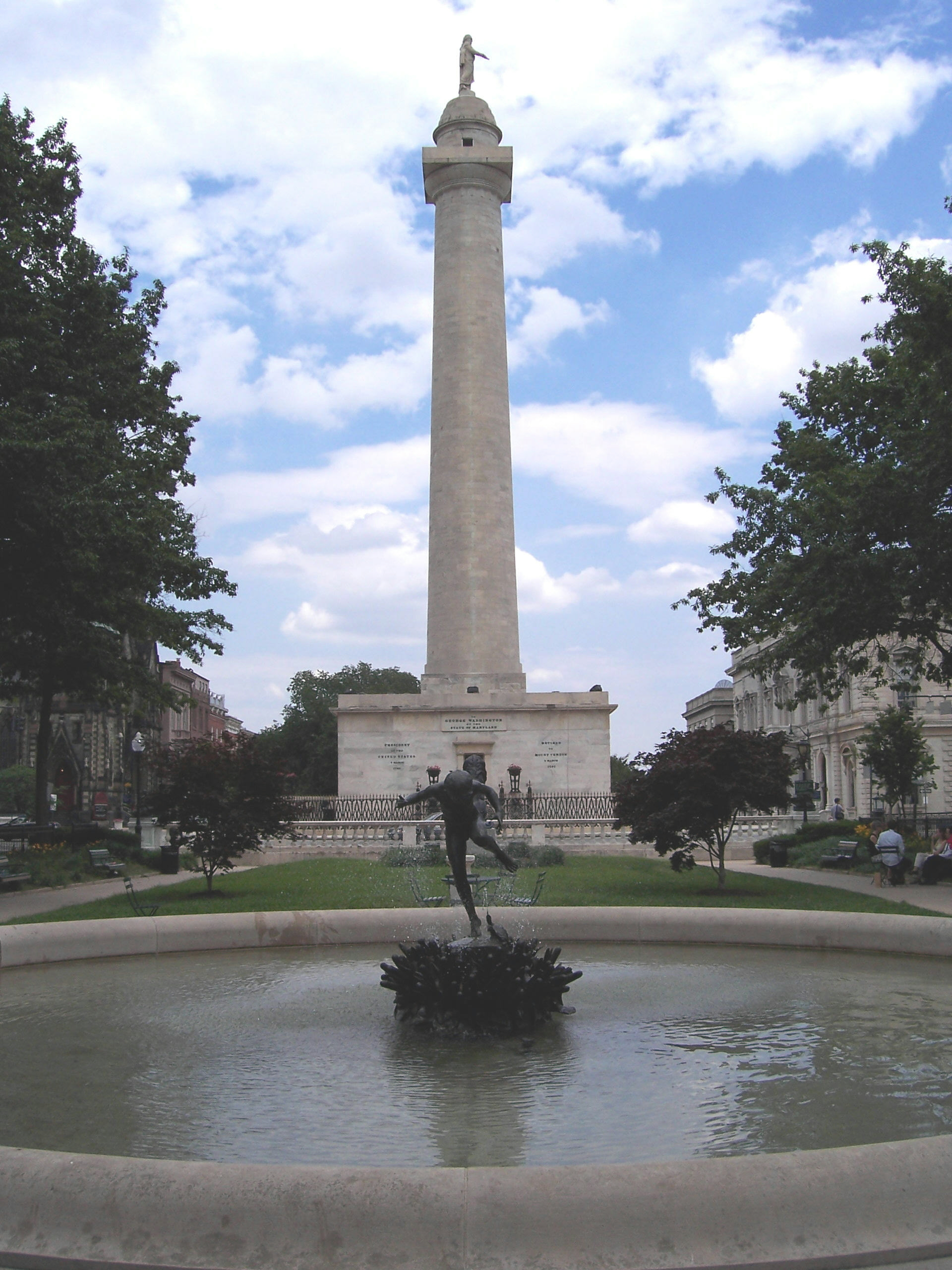
ワシントン・モニュメント
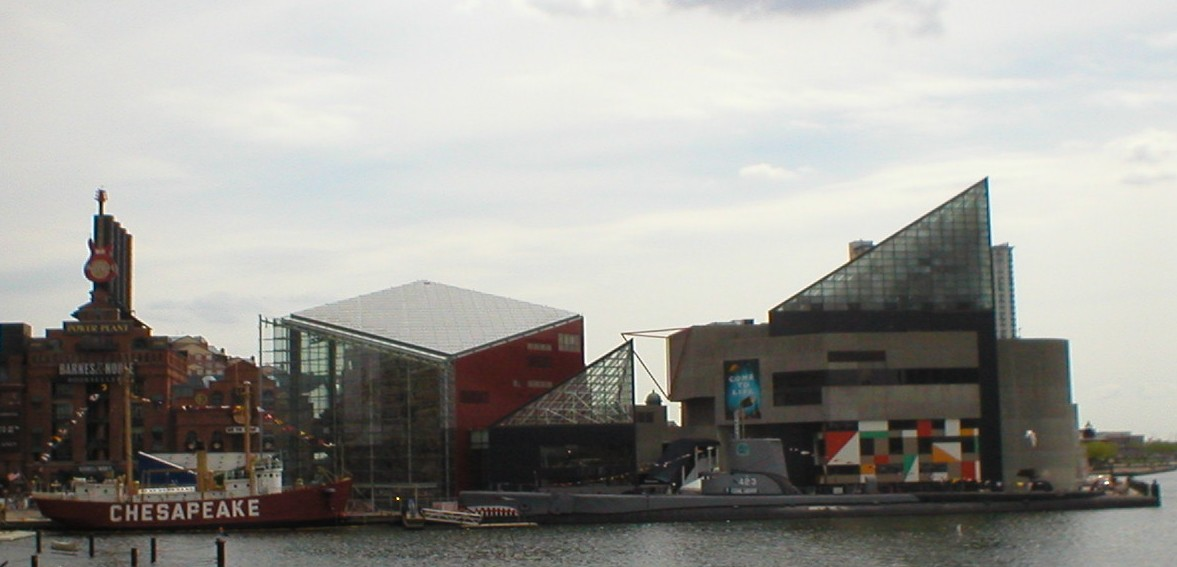
チェサピーク号が展示されているボルチモア国立水族館。同館は全米でも屈指の規模を誇る水族館である。

## 人口動勢
| ボルチモア市 年代別人口 |
| --- |
| 1790年 - 13,503人 1800年 - 26,514人 1810年 - 46,555人 1820年 - 62,738人 1830年 - 80,620人 1840年 - 102,313人 1850年 - 169,054人 1860年 - 212,418人 1870年 - 267,354人 1880年 - 332,313人 1890年 - 434,439人 1900年 - 508,957人 1910年 - 558,485人 1920年 - 733,826人 1930年 - 804,874人 1940年 - 859,100人 1950年 - 949,708人 1960年 - 939,024人 1970年 - 905,759人 1980年 - 786,775人 1990年 - 736,014人 2000年 - 651,154人 2010年 - 620,961人 2020年 - 585,708人 |

ボルチモアはニューヨーク市に次いで、米国で2番目に人口10万人に到達した都市であった。1820年から1850年の米国国勢調査では、ボルチモアは2番目に人口の多い都市であったが、1860年にフィラデルフィアと当時独立していたブルックリンに追い抜かれ、さらに1870年にはセントルイスとシカゴに追い抜かれた。ボルチモアは、1980年の国勢調査までのすべての国勢調査で、米国の人口上位10都市の中にあった。第二次世界大戦後、ボルチモアの人口は100万人に近づいたが、1950年の国勢調査で949,708人とピークに達した。しかしこれをピークに人口は減少傾向になった。
2011年、当時のステファニー・ローリングス＝ブレイク市長は、市の人口を増加させることを目標の1つとし、市からの人口流出を減らすために市のサービスを改善し、成長を促すために移民の権利を保護する法案を可決すると述べた。 ボルチモアは聖域都市と認定されている。2019年、当時のジャック・ヤング市長は、ボルチモアは移民局の捜査に協力しないと述べた。
ボルチモア市の人口は、2010年の 620,961 人から 2020年には 585,708 人に減少し、これは 5.7% の減少に相当する。2020年、ボルチモアは米国の他の主要都市よりも多くの人口を失った。
2000年の国勢調査以降、主にイースト・ボルチモア、ダウンタウン、セントラル・ボルチモアで高級化が進み、国勢調査区の14.8％が市全体よりも高い割合で所得が増加し、住宅価値が上昇している。 全てではないが、高級化が進む地域の多くは白人が多く、低所得世帯から高所得世帯への入れ替わりが見られる。これらの地域は、既存の高級化地域の拡大、またはインナーハーバー、ダウンタウン、ジョンズ・ホプキンス・ホームウッド・キャンパス周辺の活動である。東ボルチモアのいくつかの地域では、ヒスパニック系人口が増加し、非ヒスパニック系白人人口と非ヒスパニック系黒人人口はともに減少している。
2010年の国勢調査では、人種別人口構成は黒人63.7％、白人29.6％（ドイツ系6.9％、イタリア系5.8％、アイルランド系4％、アメリカ系2％、ポーランド系2％、ギリシャ系0.5％）、ヒスパニック、ラテン系、またはスペイン系（エルサルバドル人1.63%、メキシコ人1.21%、プエルトリコ人0.63%、ホンジュラス人0.6%）が4.2%、アジア系2.3％（韓国系0.54％、インド系0.46％、中国系0.37％、フィリピン系0.36％、ネパール系0.21％、パキスタン系0.16％）、ネイティブアメリカンおよびアラスカ先住民0.4％であった。。
2020年の国勢調査によると、2016年から2020年にかけての住民の8.1％が外国生まれであった。 女性は人口の53.4％を占めた。年齢の中央値は35歳で、18歳未満が22.4％、18歳から64歳が65.8％、65歳以上が11.8％であった。
ボルチモアにはカリブ系アメリカ人が多く、中でもジャマイカ人とトリニダード人が最も多い。ボルチモアのジャマイカ人コミュニティは主にパークハイツ地区に集中しているが、ボルチモア南東部にも何世代にもわたって移民が住んでいる。
2005年には約30,778人（6.5%）がゲイ、レズビアン、バイセクシュアルであると自認している。2012年にはメリーランド州で同性婚が合法化され、2013年1月1日から施行された。
2000年の国勢調査では、この都市は人口651,154人、257,996世帯及び147,057家族が暮らしている。人口密度は3,111.5/km2 (8,058.4/mi2) である。1,435.8/km2 (3,718.6/mi2) の平均的な密度に300,477軒の住宅が建っている。

## 所得・住宅
2016年から2020年の間、世帯収入の中央値は52,164ドル、一人当たり収入の中央値は32,699ドルで、全国平均のそれぞれ64,994ドルと35,384ドルと比較して低い値であった。2009年の世帯収入の中央値は42,241ドル、一人当たり収入の中央値は25,707ドルで、全国平均の世帯当たり収入の中央値は53,889ドル、一人当たり収入の中央値は28,930ドルであった。
2009年には、人口の 23.7% が貧困線以下で生活していたが、全国では 13.5% であった。2020年の国勢調査では、ボルチモア住民の20%が貧困の中で暮らしているのに対し、全国では11.6%であった。
ボルチモアの住宅は、その規模の海岸に近い大都市としては比較的安価である。2022年12月時点でのボルチモアの住宅販売価格の中央値は20万9,000ドルで、2012年の9万5,000ドルから上昇した。2000年代後半の住宅価格の崩壊にもかかわらず、また全国的な傾向に伴い、ボルチモアの住民は依然として家賃の緩やかな上昇に直面しており、2010年の夏には 3%上昇した。2016年から2020年までの持ち家住宅の価格の中央値は 242,499ドルであった。
ボルチモアのホームレス人口は増え続けている。2011年には4,000人を超えた。特に若者のホームレス数の増加が深刻だった。

## 教育

### 単科及び総合大学
ボルチモアには公立および私立の両方で複数の高等教育機関が設置されている。

#### 私立

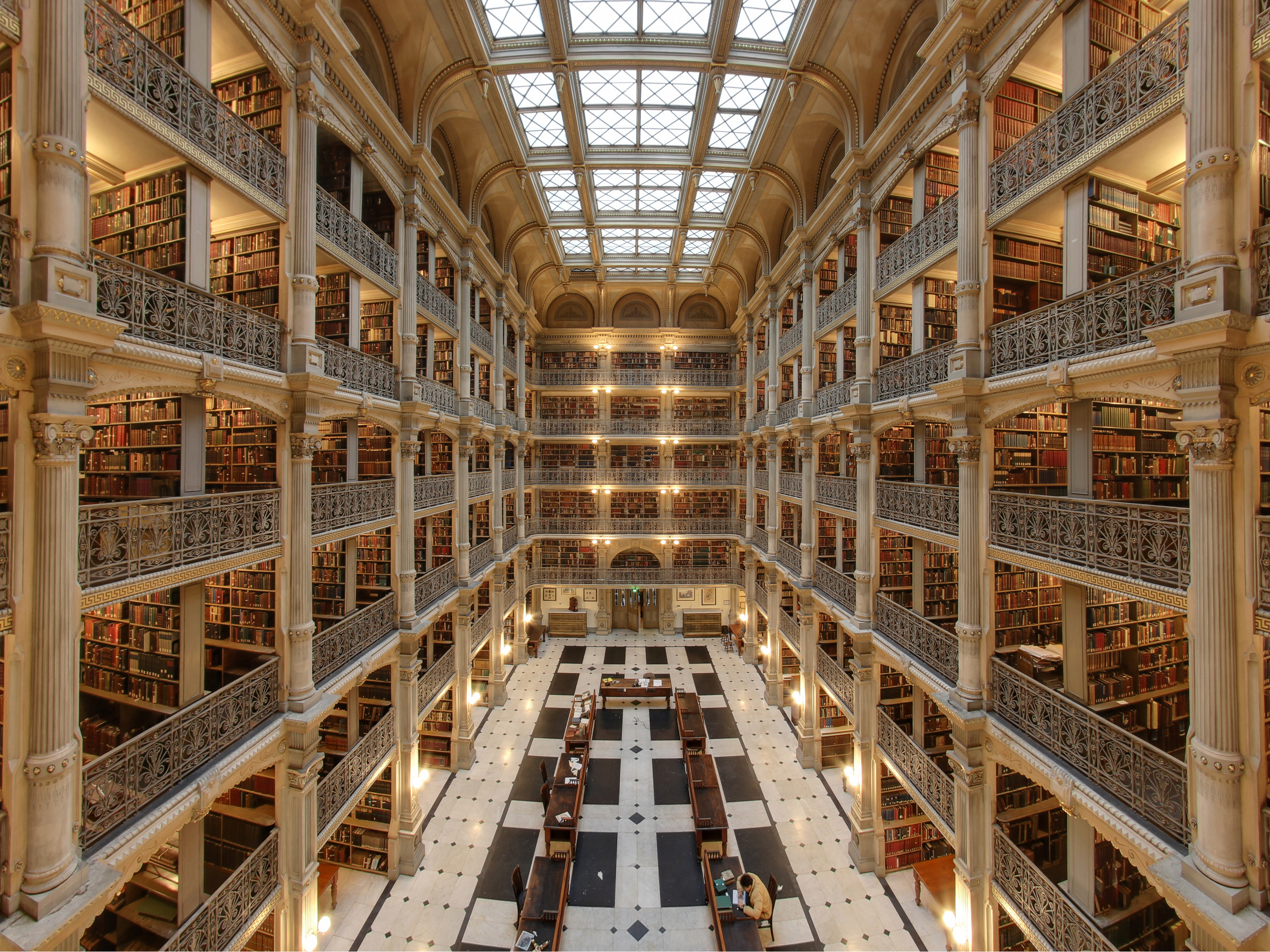
ジョンズ・ホプキンズ大学図書館

- Baltimore Hebrew University
- Baltimore International College (BIC)
- College of Notre Dame of Maryland (NDM)
- ジョンズ・ホプキンズ大学 (JHU)
- ロヨラ大学メリーランド校（英語版） (LUM)
- Maryland Institute College of Art (MICA)
- Peabody Institute
- Sojourner-Douglass College

#### 公立
- Baltimore City Community College (BCCC)
- コッピン州立大学（英語版） (CSU)
- モーガン州立大学（英語版） (MSU)
- ボルチモア大学 (UB)
- メリーランド大学ボルチモア校（英語版） (UMB)
- タウソン大学（英語版）

## 文化
- ボルチモア交響楽団

## スポーツ
- ボルチモア・オリオールズ（MLB）
- ボルチモア・レイブンズ（NFL）
- ボルチモア・ベイホークス（英語版）（MLL）
- Baltimore Blast（Major Indoor Soccer League）
- Baltimore Pearls（ABA）

1930年代からファースト・マリナー・アリーナ（ボルティモア・アリーナ）、シビック・センターなどでNWA、ジム・クロケット・プロモーションズ、WWEなどがプロレスリング興行を開催している。競馬のアメリカクラシック三冠競走の1つであるプリークネスステークスが市内にあるピムリコ競馬場で開催される。

## 交通

### 鉄道
ペンシルバニア駅は北東回廊路線上にあり、ワシントンD.C.、ニュージャージー州、ニューヨーク方面からの列車が発着する。アムトラックが長距離列車、メリーランド交通局が通勤列車MARCを運行している。
ボルチモア地下鉄はダウンタウンから北西方向に伸びる1路線のみである。メリーランド交通局が運行。
ボルチモア・ライトレールは市内を南北に縦断しており、南端でバルチモア・ワシントン国際空港に乗り入れている。メリーランド交通局が運行。

### 空港
ボルチモア・ワシントン国際空港（BWI空港）が最寄りの空港である。ダウンタウンからボルチモア・ライトレールでおよそ30分である。また、アムトラックのBWI空港駅もあるが、空港からは1マイルほど離れており、ターミナルにはシャトルバスを使う必要があるため、市内からはライトレールの方が便利である。

## 姉妹都市
ボルチモア観光局のサイト"Visit Baltimore"によれば、10の姉妹都市を有している。
- アシュケロン（イスラエル）[37][38]
- バルンガ（リベリア）[37][38]
- ジェノヴァ（イタリア）[37][38]
- 川崎市（日本）[37][38] - 1979年6月14日姉妹都市締結[39]
- ルクソール（エジプト）[37][38]
- オデッサ（ウクライナ）[37][38]
- ピレウス（ギリシャ）[37][38]
- ロッテルダム（オランダ）[37][38]
- アモイ （中華人民共和国）[37][38]
- ブレーマーハーフェン（ドイツ）[37] - 2007年提携開始[37]

また、全米国際姉妹都市協会（Sister Cities International）のデータでは、 アレクサンドリア（エジプト）と  Ely O'Carroll（アイルランド）を挙げている。

## ボルチモアが舞台となった作品
- クライ・ベイビー - ジョン・ウォーターズ監督の1990年の映画。ジョニー・デップの初主演作。
- わが心のボルチモア - 当地へ移住した東欧移民のある一家の人間模様を描いた1990年の映画。監督のバリー・レヴィンソンはボルチモア出身であり、他にも「ダイナー」（1982年）などボルチモアを舞台にした作品がある。下記の「ホミサイド/殺人捜査課」では製作総指揮を務めている。
- ホミサイド/殺人捜査課 - ボルチモア市警殺人捜査課が舞台のアメリカのテレビドラマ。
- THE WIRE/ザ・ワイヤー - 麻薬密売組織と麻薬捜査班との攻防を描いたテレビドラマ。
- ヘアスプレー (1988年の映画) - ジョン・ウォーターズ監督の1998年の映画。
- ヘアスプレー (2007年の映画) - アダム・シャンクマン監督による2007年の映画。上記映画のリメイク。ジョン・トラボルタが特殊メイクで巨体の女性を演じた。
- Kiss Me Kate - Cole Porterのミュージカルの舞台　ボーティモーと発音
- Girl Crazy -　G & I, Gershwinのミュージカルの背景地　中途半端に発展した田舎都市という設定
- イレイザー

## 関係者
出身者

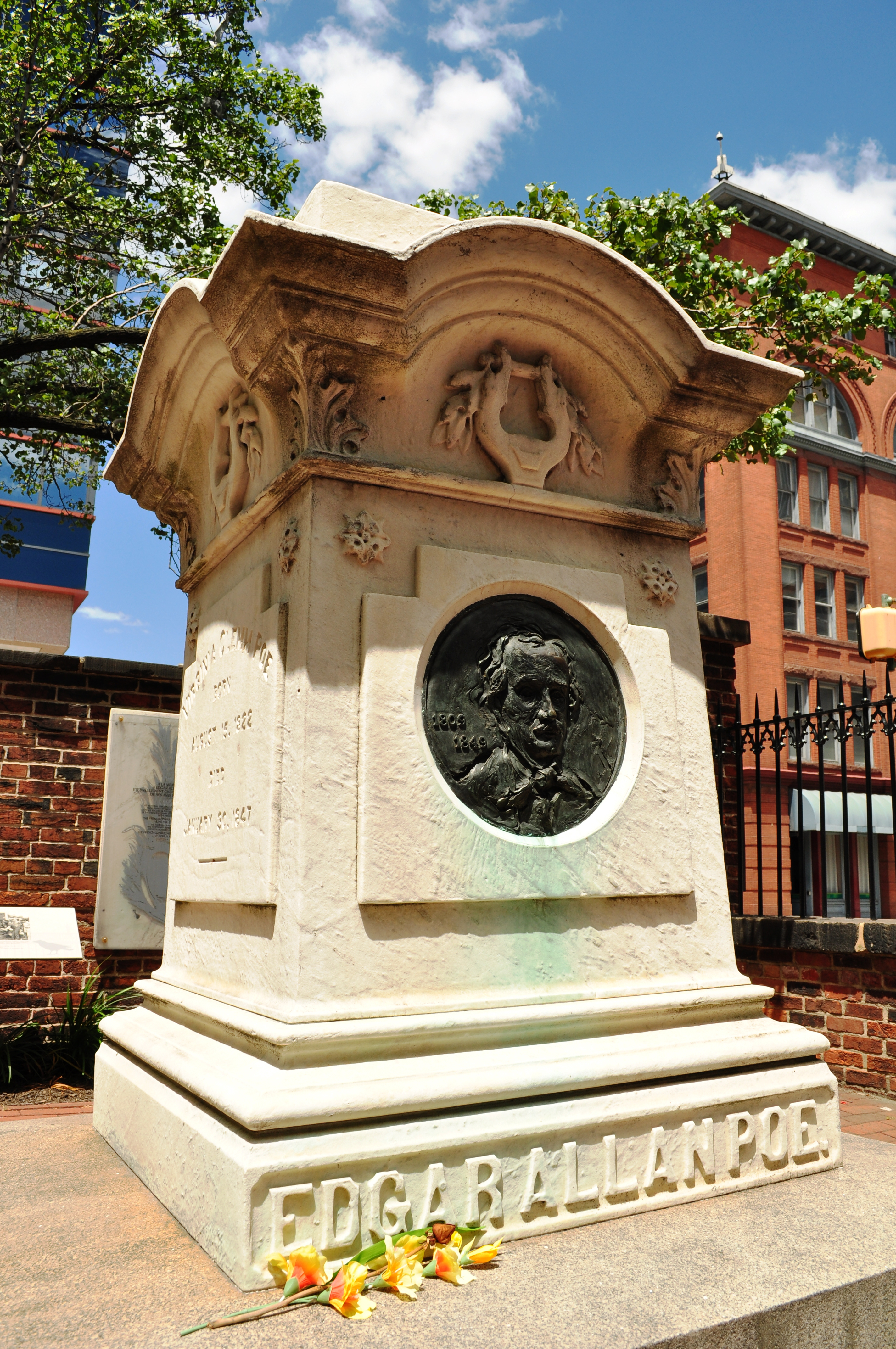
エドガー・アラン・ポーの墓地

- ベーブ・ルース - ボルチモア出身の野球選手で、生家は現在博物館となっている。また、彼が初めてプロ契約を交わした球団はボルチモア・オリオールズ (マイナーリーグ)（英語版） であった。ただし、これはMLBのそれではなく、1903年から1914年まで活動したマイナーリーグの球団である。
- ジャーボンテイ・デービス - ボルチモア出身のプロボクサーで、元WBAスーパー・IBF世界スーパーフェザー級王者、現WBA世界ライト級王者、元WBA世界スーパーライト級王者、1994年生まれ
- ジョン・ウォーターズ - ボルチモア出身の映画監督で、『ピンク・フラミンゴ』『ヘアスプレー』『I love ペッカー』など、一貫してボルチモアを舞台にした作品を監督している。
- フィリップ・グラス - 現代音楽（ミニマル・ミュージック）の作曲家、1937年生まれ
- ナンシー・ペロシ - 政治家、第60・63代下院議長、1940年生まれ
- ジョン・ボルトン - 政治家・外交官、元国家安全保障問題担当大統領補佐官、元国連大使、1948年生まれ
- クリストファー・ローズ（英語版） - 現代音楽の作曲家、1949年生まれで2019年没。
- トム・クランシー - ボルチモア出身の小説家（1947年 - 2013年）。代表作『ジャック・ライアン』シリーズにおいて、アナランデル郡やジョンズ・ホプキンス大学が描かれている。
- ヒラリー・ハーン - ボルチモア出身のヴァイオリニスト、1979年生まれ
- ルース・クラウス - 児童文学作家

居住その他ゆかりある人物
- エドガー・アラン・ポー - 小説家。ボストン出身だが、ボルチモアで作家活動を開始し死去するまで生活した。
- 浜田彦蔵（ジョセフ・ヒコ）- 通訳。現在の兵庫県出身だが、漂流したことをきっかけにアメリカに滞在し、1858年にボルモチアでアメリカの市民権を獲得したことで、日本人として初めてアメリカの市民権を獲得した事例となった。
- ウォリス・シンプソン - ペンシルベニア州フランクリン郡出身だが、ボルチモアの一族で、ボルチモアの社交界にデビュタントした。後のウィンザー公爵夫人。
- ローラ・リップマン - ボルチモア在住のミステリ作家で、ボルチモアを舞台にした小説を執筆している。